# マハーラーシュトラ銀行
マハーラーシュトラ銀行（マハーラーシュトラぎんこう、ヒンディー語: बैंक ऑफ महाराष्ट्र、英語: Bank of Maharashtra）とは、インドの銀行である。マハーラーシュトラ州を拠点とし、財務省とインド政府が所有する国営銀行の1つである。

## 沿革
マハーラーシュトラ州には、1840年に設立されたボンベイ銀行等の商業銀行が存在していたが、第一次世界大戦や世界恐慌の影響で立て続けに倒産したため、銀行を含め新たな企業の台頭が切望されていた。
マハーラーシュトラ銀行設立のきっかけは、1934年に設立されたマラータ商工会議所（Mahratta Chamber of Commerce、MCC）である。創設者であるA.R.バートは、友人であるV.P.ヴァーデが執筆したマハーラーシュトラ州における新銀行の設立の必要性に関する記事を取り上げ、公開討論を行っていった。
MCCはV.G.ケール、D.K.サシュを中心として銀行設立に関する委員会を設立し、1935年5月19日に最初の会議を開催した。その後、9月16日にインド会社法に基づき設立された。
2018年12月に現在の取締役社長兼最高経営責任者であるA.S.ラジェーヴが就任した。